# Оливковый индо-малайский дятел
Оливковый индо-малайский дятел (лат. Gecinulus rafflesii) —  вид птиц рода бамбуковых дятлов семейства дятловых. Распространены в Юго-Восточной Азии.
Видовое название дано в честь британского колониального администратора Сэра Томаса Раффлза (англ. Sir Thomas Stamford Bingley Raffles 1781 — 1826).

## Классификация
Оливковый индо-малайский дятел был описан ирландским зоологом Николасом Вигорсом в 1830 году под биноменом Picus rafflesii.  Видовое название дано в честь Томаса Раффлза, который собрал образец в типовой местности на Суматре. Длительное время этот вид относили к роду Dinopium. Результаты филогенетического исследования семейства дятловых, опубликованные в 2017 году, показали, что оливковый индо-малайский дятел более тесно связан со светлоголовым бамбуковым дятлом (Gecinulus grantia). Считают, что данный вид более уместно отнести к роду Chloropicoides. Международный союз орнитологов относит данный вид к роду Gecinulus. Выделяют два подвида:
- G. r. rafflesii  (Vigors, 1830) — юг Мьянмы, юго-запад Таиланда, Малайский полуостров, Суматра и остров Банка
- G. r. dulitense  (Delacour, 1946) — Калимантан

## Описание
Длина тела 27—28 см, длина крыла от 12 до 15 см, а масса тела — от 76 до 120 г. У птиц в свежем оперении верхняя часть тела оливкового цвета с бронзовым отливом. Изношенное оперение имеет охристый или жёлтый цвет, иногда рыжеватый. Надхвостье с жёлтым, оранжевым или красным оттенком. Брюхо оливкового цвета, бока с белыми пятнами. Область между глазом и ноздрями светло-коричневато–жёлтая. Лицо белое с широкой чёрной полосой, проходящей от уха до затылка. Нижняя часть щёк может быть желтоватой, розовой или коричневой. Бока шеи белые, затылок чёрный. Подбородок, горло и грудь желтовато-зелёные или цвета корицы. Верхняя часть хвоста чёрного цвета. Первостепенные маховые перья черновато-коричневые, вторичные — зеленоватые с белыми пятнами. Подкрылье каштаново-коричневое, с белыми пятнышками. Серовато-чёрный клюв. Радужная оболочка красноватая. Ноги голубовато-серые, трехпалые. Выражен половой диморфизм. У самцов корона малинового цвета; заостренный гребень, приподнимающийся во время демонстрации. У самок гребень чёрный и более тупой. Ювенильные особи более тусклые в целом с низким гребнем. Молодые самцы имеют черноватую макушку с небольшим количеством красного на гребне, а иногда и на передней части головы; молодые самки похожи на взрослых, но макушка у них имеет оливковый оттенок.

## Вокализация
Песня довольно громкая, представляет собой серию высоких, пронзительных звуков «chak», издаваемых с разной скоростью, иногда довольно жалобных. Иногда издают серию быстрых, резких, скрипучих, насмешливых или ржущих звуков. Та же самая нота «chak» произносится поодиночке. Низкий, более тихий звук «chwee, chwee, chewer» издаётся при демонстрации. Тихая, ровная трель «ti-i-i-i-i» и более писклявый «tiririt». Барабанная дробь быстрая, ровная, продолжительностью около 2 секунд, разделенная паузами в 10—11 секунд.

## Биология
Живут поодиночке или парами. Пищу ищут в нижних и средних ярусах леса на стволах деревьев, нижних ветвях кроны, молодых деревьях, а также на пнях и корягах и в подстилке из мертвой древесины. Питаются в основном муравьями и их куколками, а также термитами. 
Биология размножения мало изучена.
Сезон размножения варьируется в зависимости от ареала: на Борнео гнездящиеся птицы наблюдались в октябре, на Малайском полуострове — в апреле и мае. Оба родителя участвуют в строительстве гнёзд, насиживании яиц и выкармливании птенцов. Самки насиживают яйца преимущественно днём, а самцы в ночное время.